# Amtskette des Oberbürgermeisters von Düsseldorf

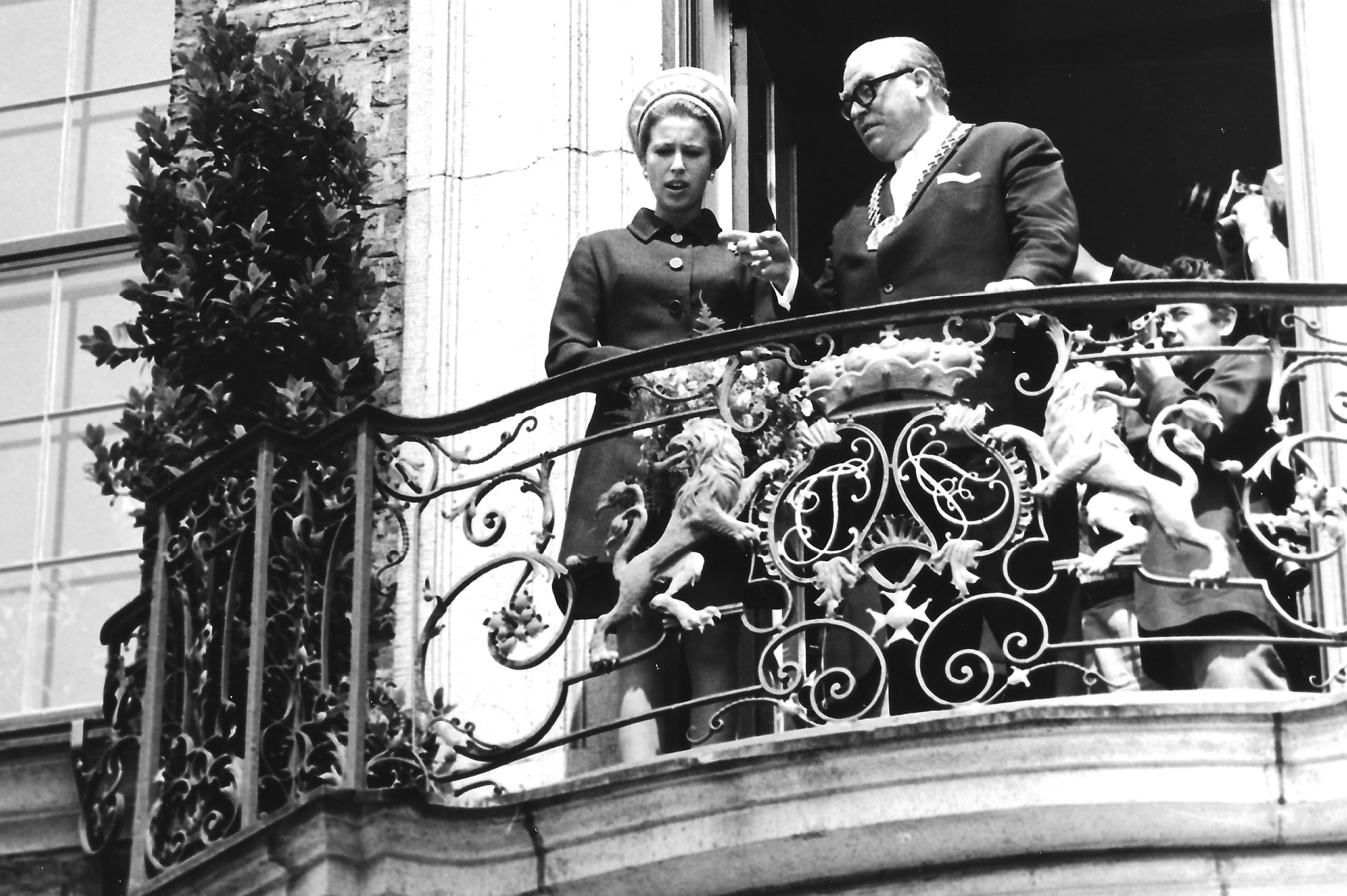
Oberbürgermeister Willi Becker mit Amtskette beim Besuch der britischen Prinzessin Anne auf dem Balkon des Düsseldorfer Rathauses, 1974

Die Amtskette des Oberbürgermeisters von Düsseldorf ist eine Amtsinsigne des Oberbürgermeisters von Düsseldorf. Das Stadtoberhaupt trägt die Amtskette, die 1958 von dem Goldschmied Friedrich Becker entworfen und hergestellt wurde, zu feierlichen Anlässen.

## Geschichte
Die Amtskette des Oberbürgermeisters von Düsseldorf ist die dritte Amtskette in der Geschichte der Stadt. Die erste Amtskette aus dem Jahr 1858, die nach königlicher Verleihung als Amtsinsigne durch Ludwig Hammers in Gebrauch genommen worden war, wurde 1917 unter Adalbert Oehler als Metallspende verkauft und eingeschmolzen. In die nächste Amtskette fügte man unter Robert Lehr 1926 ein Medaillon des Magistrats der Stadt Danzig ein, um so eine Verbundenheit mit der durch den Versailler Vertrag vom Reich abgetrennten Stadt auszudrücken. Die heutige Amtskette wurde 1958 aus Anlass des 300-jährigen Geburtstages des Kurfürsten Johann Wilhelm von der Pfalz, niederdeutsch „Jan Wellem“ genannt, von dem Düsseldorfer Goldschmied Friedrich Becker
in einem organischen Schmuckstil der 1950er Jahre gestaltet. Das Werk machte den Künstler schlagartig in der Region bekannt. Auftraggeber und erster Träger war Georg Glock.

## Beschreibung und Bedeutung

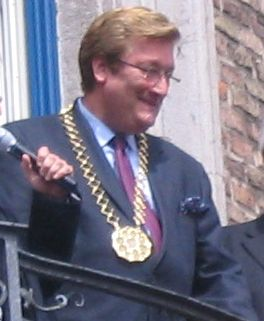
Oberbürgermeister Dirk Elbers mit Amtskette, 2012

Die Schmuckkette ist ein Collier in der Form einer Collane aus einer 750er Goldlegierung, besetzt mit Rubinen, Saphiren und Diamanten. Die Glieder der Kette stilisieren den Düsseldorfer Radschläger. Durch Hinzufügen oder Entfernen von Kettengliedern kann sie in ihrer Länge an die Körpergröße des jeweiligen Amtsinhabers angepasst werden. An den äußeren Kettengliedern hängt als Hauptstück der Goldschmiedearbeit eine goldene Medaille mit zwölf unterschiedlich großen, organisch-oval geformten, durchbrochenen Feldern, die um ein mittleres Feld angeordnet sind. Der ebenfalls organisch geformte Rand der Medaille weist elf Spitzen auf.
Das mittlere Feld zeigt das Wappen Düsseldorfs: Der Bergische Löwe und der Anker sind durch Rubine und Saphire vor einem Hintergrund aus Diamanten rot bzw. blau tingiert.
Im Uhrzeigersinn sind auf den umgebenden Feldern durch Jahreszahlen, Namen und bildliche Symbole Stationen und Personen der Stadtgeschichte chronologisch dargestellt. Die Jahreszahl 1288 als oberstes Feld verweist auf die Verleihung des Stadtrechts durch Graf Adolf V. von Berg nach der Schlacht von Worringen. In dem Feld rechts darunter ist das Stadtsiegel von 1303 abgebildet, rechts daneben der gestürzte Anker als ältestes Wappenzeichen der Stadt. In dem Feld darunter ist der Turm des Düsseldorfer Schlosses zu sehen. Als architektonisches Zeichen bezeugt das Gebäude, dass sich Düsseldorf ab dem späten 14. Jahrhundert zur Residenz- und Hauptstadt des Herzogtums Berg entwickelte. Als weiteres architektonisches Wahrzeichen schließt sich auf dem nächsten Feld eine Darstellung der Lambertuskirche an. Unten rechts verweist ein Feld mit den Jahreszahlen 1658 und 1958 auf den 300. Geburtstag des beliebten Landesherrn Jan Wellem, der die Kurpfalz und ihre Nebenländer von Düsseldorf aus regiert hatte. In seiner Regierungszeit, in der mit der Gemäldegalerie Düsseldorf eine bedeutende Kunst- und Ausstellungstradition begründet wurde, erfuhr die Stadt eine kulturelle Hochblüte. Als Zeichen für die Dynastien des Herzogtums Berg werden in dem untersten Feld die Wappen des alten gräflichen Hauses Berg, der Häuser Limburg, Jülich-Berg-Ravensberg, Mark, Kleve und Wittelsbach (Pfalz-Neuburg) dargestellt. Im Feld unten rechts schließen sich dann Name und Geburtsdatum von Heinrich Heine an. Dieser gilt als der bedeutendste „Sohn“ der Stadt. Darüber rechts findet sich in einer symbolischen Darstellung von Stadterweiterungen die Jahreszahl 1838, die auf die Inbetriebnahme der Bahnstrecke Düsseldorf–Erkrath der Düsseldorf-Elberfelder Eisenbahn-Gesellschaft verweist, einen verkehrstechnischen Meilenstein der industriellen Revolution, die die Entwicklung der Stadt zum Schreibtisch des Ruhrgebiets einleitete. Als Tiefpunkt der Stadtgeschichte stellt das Feld darüber die Ruinenlandschaft der durch Luftangriffe im Zweiten Weltkrieg zerstörten Stadt dar. Neben der darüber darstellten Jahreszahl 1945 findet sich als letztes Feld die Abbildung eines Phönix, der den Wiederaufbau der Stadt symbolisiert.